# 16e cérémonie des European Film Awards
La 16e cérémonie des prix du cinéma européen (16th European Film Awards), organisée par l'Académie européenne du cinéma, a eu lieu à Berlin le 6 décembre 2003 et a récompensé les films réalisés dans l'année.

## Palmarès

### Meilleur film
Good Bye, Lenin!
- Dogville
- Ma vie sans moi (My Life Without Me)
- Dirty Pretty Things
- In This World
- Swimming Pool

### Meilleur réalisateur
Lars von Trier - Dogville
- Isabel Coixet - Ma vie sans moi
- Marco Tullio Giordana - Nos meilleures années
- Michael Winterbottom - In This World
- Nuri Bilge Ceylan - Uzak
- Wolfgang Becker - Good Bye, Lenin!

### Meilleur acteur
Daniel Brühl - Good Bye, Lenin!
- Bruno Todeschini - Son frère
- Chiwetel Ejiofor -  Dirty Pretty Things
- Jean Rochefort - L'Homme du train
- Luigi Lo Cascio - Nos meilleures années
- Tómas Lemarquis - Nói l'albinos

### Meilleure actrice
Charlotte Rampling - Swimming Pool
- Anne Reid - The Mother
- Diana Dumbrava (en) - Maria
- Helen Mirren - Calendar Girls
- Katja Riemann - Rosenstrasse
- Katrin Sass - Good Bye, Lenin!

### Meilleur scénariste
Bernd Lichtenberg - Good Bye, Lenin!

### Meilleur directeur de la photographie
Anthony Dod Mantle - Dogville et 28 Jours plus tard

### Meilleur film documentaire
- S21, la machine de mort khmère rouge de Rithy Panh

### Discovery of the Year
- Le Retour d'Andreï Zviaguintsev

### Achievement in World Cinema Award
- Carlo Di Palma

### Lifetime Achievement Award
- Claude Chabrol